# Panienka (przystanek kolejowy)
Panienka – nieczynny kolejowy przystanek osobowy we wsi Panienka, w województwie wielkopolskim, w Polsce. Znajduje się tu 1 peron.